# Frank Ochberg
 (novembre 2013).
Si vous disposez d'ouvrages ou d'articles de référence ou si vous connaissez des sites web de qualité traitant du thème abordé ici, merci de compléter l'article en donnant les références utiles à sa vérifiabilité et en les liant à la section « Notes et références ».
Frank Ochberg, MD (né en 1940 à New York), psychiatre et expert dans le domaine de la santé mentale et résidant à Okemos dans le Michigan, a été un des principaux experts dans son domaine depuis les années 1960.

## Biographie

### Études
Diplômé de l'université d'Harvard et de l'école de médecine Johns Hopkins University, il aida entre autres à définir et à faire de la recherche sur le PTSD (Trouble de stress post-traumatique) et le Syndrome de Stockholm,.

### Carrière
De 1960 à 1969, il fut directeur régional, de département et directeur associé de l'institut national de psychiatrie. Il est ensuite devenu directeur du Département de psychiatrie de Michigan, un poste qu'il occupa pendant 3 ans, de 1979 à 1981.
Le Dr. Ochberg a aussi fondé, mené et participé à un nombre d'organisations s'occupant des PTSD et de ses traitements, comme Gift from within (fondateur), Critical Incident Analysis Group CIAG (fondateur) et The Dart center for Journalism and Trauma (représentant).

## Récompenses
Ochberg a reçu plusieurs récompenses dans son domaine, la plus prestigieuse est le Lifetime achievement award. Parmi les autres honneurs, il reçut le Golden Award de l'Académie de Traumatologie (1998), et un Senior Fullbright Scholarship (Afrique du Sud) en 2002. Récemment, Ochberg s'est davantage impliqué dans le post-trauma et le journalisme; en reconnaissance le Dart Center's Ochberg Fellowship a été nommé pour lui.

## Livres parus
- Violence and the Struggle for Existence (avec Daniels et Gilula), éditeur (1970, Little Brown and Company)
- Victims of Terrorism (avec Soskis), éditeur (1982, Westview Press)
- Post-traumatic Therapy and Victims of Violence, editeur (1988, Brunner Mazel)

## Dans la culture
Dans le film Contre toi de Lola Doillon, qui traite du syndrome de Stockholm, le ravisseur s'appelle Yann Ochberg, en référence à Franck Ochberg.